# 胚葉
胚葉（はいよう、英:Germ layer）とは、多細胞動物の初期胚において、卵割によって形成される多数の細胞が、しだいに規則的に配列してできる、各上皮的構造のことである。
真正後生動物（海綿動物を除く後生動物）はいずれも2または3種の胚葉を形成する。刺胞動物と有櫛動物では2種の胚葉、外胚葉と内胚葉を形成し、この体制は二胚葉性といわれる。左右相称動物ではこの2胚葉の間に第3の中胚葉を形成し、三胚葉性といわれる。特に脊椎動物では3種類の胚葉の区別が顕著である。各胚葉はその後、動物の全ての組織・器官を形成する。最も単純な後生動物である海綿動物は、1つの胚葉しか作らず、細胞の分化（襟細胞など）はあるものの、真の組織は形成しない。二胚葉性動物ではより複雑になり、組織の区別が生じる。さらに高等な左右相称動物では中胚葉も生じて、器官が形成される。

## 胚発生

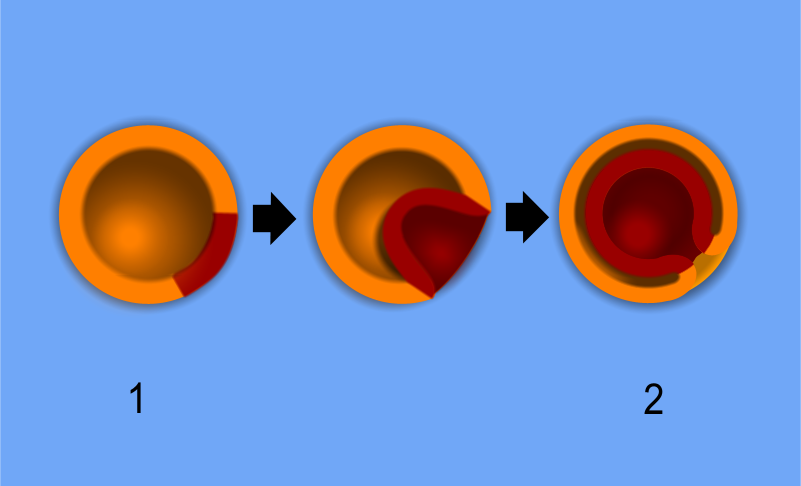
二胚葉動物の原腸陥入：（1）胞胚から（2）原腸胚の形成。外胚葉細胞（オレンジ）の一部は内側に移動して内胚葉（赤）を形成する。

受精卵は体細胞分裂により、まず胞胚という中空のボール状の細胞塊になる。この表面の一部がくぼみ（原腸陥入）、陥入した部分は原腸となる。この段階を原腸胚という。こうして細胞の外側と内側（原腸側）の違いができ、外側が外胚葉、内側が内胚葉の二胚葉となる。この段階から器官形成に入るものを二胚葉性と言い、刺胞動物などはこれにあたる。それ以外の動物ではこの二胚葉の間にさらに細胞塊を生じ、これを中胚葉という。中胚葉を生じる動物を三胚葉性という。中胚葉がどこからどのように形成されるかにはいくつかの型がある。

## 外胚葉
外胚葉（がいはいよう、英: Ectoderm）は皮膚の表皮や男性の尿道末端部の上皮、毛髪・爪・皮膚腺（含む乳腺・汗腺）、感覚器（口腔・咽頭・鼻・直腸の末端部の上皮を含む）、唾液腺、水晶体などを形成する。外胚葉の一部は発生過程で溝状に陥入して神経管を形成し、脳や脊髄などの中枢神経系のニューロンやメラノサイトなどの元にもなる。また末梢神経系も形成する。

### 神経冠
神経冠は神経堤とも呼ばれ、脊椎動物の神経系の発生過程で神経管背側から現れ、末梢神経、グリア細胞や一部の神経節などの元になる。これは第4の胚葉と呼ばれることもある。

## 内胚葉
内胚葉 (ないはいよう、英: Endoderm) ははじめ扁平な細胞からなり、しだいに柱状構造を造る。これが食道から大腸までの消化管（口腔・咽頭や直腸の末端部を除く）となる。また内胚葉は消化管のほか肺、甲状腺、膵臓、肝臓などの器官の組織、消化管に開口する分泌腺の細胞、腹膜、胸膜、喉頭、耳管や気管・気管支、尿路（膀胱、尿道の大部分、尿管の一部）などを形成する。

## 中胚葉
中胚葉 (ちゅうはいよう、英: Mesoderm) は外胚葉と内胚葉の間の、胞胚腔の中に形成されるが、その起源は動物群によって異なる。中胚葉が進化したことにより、複雑な器官が発達し、体腔も成立した。体腔内に形成された器官は体壁と独立に発達することができる一方、体液により保護されることとなった。中胚葉は体腔およびそれを裏打ちする中皮、筋肉、骨格、皮膚真皮、結合組織、心臓・血管（血管内皮も含む）、血液（血液細胞も含む）、リンパ管や脾臓、腎臓および尿管、性腺（精巣、子宮、性腺上皮）となる。